# Hitomi Tanaka
Hitomi Tanaka (jap.田中瞳,Tanaka Hitomi, ur. 18 lipca 1986 roku w Kumamoto) – japońska gwiazda filmów pornograficznych.

## Kariera
Zaczęła występować w filmach pornograficznych w 2007 roku. Początkowo była porównywana do innej aktorki, Harumi Nemoto. Występowała przeważnie w filmach Soft porno. W 2009 została sklasyfikowana jako 49. z najlepszych  aktorek filmów dla dorosłych z całej Japonii.
W latach 2008–2009 występowała dla wytwórni SOD, co pomogło jej w rozwoju kariery. Po przejściu kilku zmian kariery, zaczęła występować pod marką wytwórni Scoreland.
W 2016 roku zyskała nagrodę AVN Award w kategorii za najlepsze piersi oraz Pornhub awards w 2020. W lutym 2022 zapowiedziała koniec kariery w przemyśle pornograficznym, co miało ostatecznie miejsce w kwietniu tego samego roku.
Występowała także w programach radiowych, telewizyjnych a także w grach video i mandze.

## Życie prywatne
Jej wieloletnią przyjaciółką jest inna była aktorka pornograficzna Anri Okita, z którą współpracowała w branży.